# Franz Boas
Franz Uri Boas (Minden, 1858. július 9. – New York, 1942. december 21.) német származású amerikai fizikus, szociológus és kulturális antropológus, az egyetemes antropológia egyik legnagyobb alakja. Nevéhez fűződik a kulturális relativizmus elmélete, a felismerés, miszerint a kultúrák között nincsenek hierarchikus rendszerek, minden kultúra egyenlő. Erre a megállapításra az inuitokhoz tett utazása során jutott.

## Pályafutása
Zsidó családból származott, Meier Boas és Sophie Meyer Boas gyermeke. Szülei magasan iskolázottak voltak.
Franz Boas nem csak az antropológiában, hanem a fizikában és a földrajzban is jártas volt. Fizikából PhD fokozatot szerzett 1881-ben. Óvodás korától kezdve természettudományi műveltségben részesítették szülei. Tanulmányait a Heidelberg Egyetemen, a Bonn Egyetemen a Berlini Egyetemen majd a Kiel-i Egyetemen végezte. Miután tanulmányait befejezte, katonai szolgálatot tett, majd Berlinbe vezette útja, és újra az iskolapadba ült. Részt vett egy expedícióban a Baffin-szigeten, ami nagy hatással volt rá, elbűvölte a nyelv és a kultúra is. Később a Csendes-óceánon terepmunkát is végzett. 1887-ben emigrált az Egyesült Államokba, itt először múzeumi kurátorként tevékenykedett, majd a Columbia Egyetem antropológia tanára lett. Az ő nevéhez fűződik az Egyesült Államok egyik legkiválóbb antropológiai tanszékének megszületése is.
Hozzájárult a statisztikai fizikai antropológia, a leíró és elméleti nyelvtudomány, valamint az indián néprajz fejlődéséhez is. Kutatási eredményei a kor kiemelkedő alakjává emelték, ám tanárként is nagy hatással volt diákjaira, és mondhatni, hogy a század végére az antropológia vezéralakja lett.
Boas szerette volna megismerni és érteni a különböző népcsoportok nyelvét, illetve kultúráját is. A rákövetkező 36 évben Boas munkakedve nem csökkent, tekintélyét és befolyását megőrizte. Megalapította az International Journal of American Linguistics c. folyóiratot, egyike volt az Amerikai Antropológiai Társaság alapító tagjainak, és 1931-ben az Amerikai Egyesület a Tudományos Haladásért elnökévé választották.
1911-ben Boas kiadta a The Mind of Primitive Man (A primitív ember elméje) c. művét, melynek anyagát előadásaiból válogatta össze, és amiben integrálta a kultúrák történelmére és fejlődésére vonatkozó elméleteit. Az 1930-as években Németországban elégetik könyvét, és érvénytelenítik megszerzett fokozatát, ám utóbb a művet, kibővítve újra kiadta. További fontos művei közé tartozik még a The Growth of Children (1896), Primitive Art (1927) Anthropology and Modern Life (1928) és a Race, Language and Culture (1940).
Fontos szerepe volt az Amerikai Antropológiai Társaság megszervezésében is. Legfontosabb kutatása a New York-ban élő bevándorlók gyermekeinek formális változásairól szóló tanulmánya volt. Boas a nyelvészethez is hozzájárult, rengeteget publikált, például az indiánok nyelvéről.
Boas befolyásolta az antropológiát, és nagyon nagy hatással volt alakulására. A mai antropológusok a legtöbben egyetértenek akkori vélekedéseivel, és kivétel nélkül mindannyian nagyra tartják munkásságát, tiszteletben tartják kritikáit.
Több kitüntetést is kapott élete során, például az Amerikai Tudományfejlesztési Szövetség elnökének nevezték ki, a New York-i Tudományos Akadémia választott elnöke is ő lett 1910-ben, az amerikai néprajzi hivatal tiszteletbeli filológusa címet is megkapta, valamint az újonnan létrehozott antropológiai osztály vezetője is lett, de emellett számos elismerés volt a birtokában. Az antropológia egyik nagyjának tekintik, munkásságát dicsőség övezi, és sokat tett azért, hogy a társadalom nagyobb tudás birtokába jusson.
Felesége Marie Krackowizer Boas (1861–1929) volt. Hat gyermekük született, Helene Boas Yampolsky, Ernst Philip Boas, Hedwig Boas, Gertrud Boas, Henry Herbert Donaldson Boas és Marie Franziska Boas.

## Munkássága, nézetei
Boas elutasította az akkor népszerű evolúciós megközelítéseket a kultúra tanulmányozására. Úgy vélte, hogy a kultúrának van történelmi vonatkozása, az emberek csoportjai kölcsönhatással vannak egymásra, és a kultúra ezen kölcsönhatás és a különböző eszmék terjedése által fejlődött ki. 
Valamelyest Boas hatásának köszönhető, hogy ma már elfogadjuk azt a tételt, mely szerint minden népességben, amelynek elegendő a lélekszáma, jelen van a képesség kulturális formák létrehozására.
A Boas által kifejlesztett elméletet kulturális diffuzionizmusnak nevezzük. Ennek alapja, hogy Boas a kulturális jelenségek vizsgálatán keresztül tág „kulturális zónákat” különített el, majd a kulturális komplexumok kölcsönhatásait vizsgálta. Arra törekedett, hogy történelmi sávokat vonatkoztasson el a kultúrákban megjelent tényekből. Véleménye szerint nem egy őskultúra van, hanem több. Természettudósként feltételezte, hogy léteznek törvények, egészen pontosan egyetemes törvények, amelyek leírják, hogy a különböző népek miként alakították ki sajátos életformájukat. Az antropológusnak hatalmas tudása volt, hiszen ahhoz, hogy megállapítsa, hogy valami nem biológiai eredetű, jártasnak kellett lennie például a biológiában is.
Boas nevéhez fűződik a kulturális relativizmus eszméje is. Ez azt jelenti, hogy a kultúrák nem magasabbak vagy alacsonyabbak, esetleg jobbak vagy rosszabbak egymásnál, csak mások. Minden ember a saját kultúrája révén képes látni a világot.
Megalkotta a négy mező fogalmát, amely magába foglalja a fizikai antropológiát, a nyelvészetet, a régészetet és a kulturális antropológiát is. Létrehozta a kultúra, a kulturális relativizmus kontextuális megközelítését és a terepmunka résztvevő-megfigyelési módját is. A négymezős megközelítés különböző antropológusokat gyűjtött egyetlen osztályba.

## Művei magyarul
- Népek, nyelvek, kultúrák. Válogatott írások; szerk., vál., bev. Boglár Lajos, ford. Bónis György, Sárkány Mihály; Gondolat, Bp., 1975